# ヤマビタイヘラオヤモリ
ヤマビタイヘラオヤモリ（Uroplatus sikorae）は、爬虫綱有鱗目トカゲ亜目ヤモリ科ヘラオヤモリ属に分類されるトカゲである。体の模様が苔むした樹皮のようになっており、個体ごとに模様が異なる。

## 分布域・形態
マダガスカル北部、東部の固有種である。
全長18センチメートル。ヤマビタイという和名の通り、吻端は短くそのため吻端から眼部までの傾斜は急。
体色は個体によって変異があり、体側面や尾にある襞（ひだ）は樹皮と輪郭を目立たなくさせ擬態に役立つ。また個体によっては苔のような緑色の斑紋を持つ個体もいる。

## 亜種
- Uroplatus sikorae sikorae　Boettger, 1913
- Uroplatus sikorae sameiti　Böhme & Ibisch, 1990

## 生態

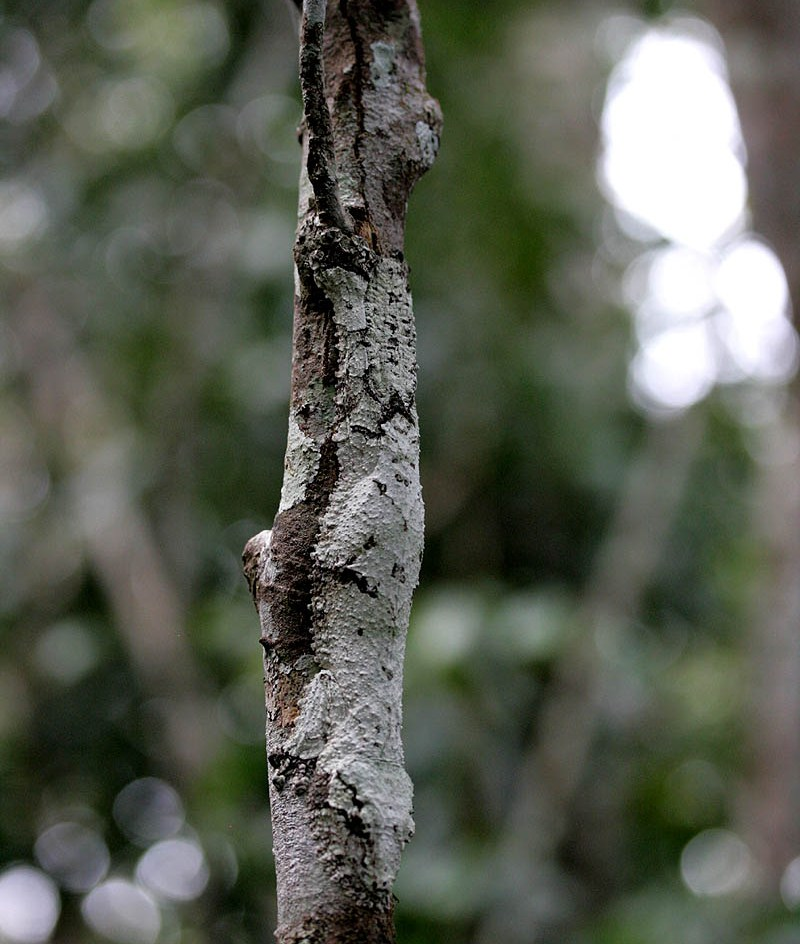
樹皮に擬態しているヤマビタイヘラオヤモリ。

山地の森林に生息する。夜行性で、昼間は四肢を広げて木の枝や幹に密着し、動かないことが多い。
食性は動物食で昆虫類、節足動物、小型爬虫類等を食べる。
繁殖形態は卵生で、1回に2個ずつの卵を数回に分けて地面に産む。

## 人間との関係
マダガスカルでは悪魔の使いと見なされて忌み嫌われている。
ペット用として飼育されることもあり、日本にも輸入されている。飼育下での繁殖例もあり、少ないながら繁殖個体も流通する。
標高の高い森林に生息し多湿な環境を好むため、日本の場合夏は高温、冬は乾燥には気をつける必要がある。
2005年に属単位でワシントン条約附属書IIに記載されマダガスカルからの生物の輸出が減少傾向にあるため、流通量は今後減少していくものと思われる。